# De Dion-Bouton V8
Pour les articles homonymes, voir De Dion-Bouton et V8.
De Dion-Bouton V8 est une gamme de moteur V8 du constructeur automobile français De Dion-Bouton, construits entre 1909 et 1921 pour motoriser des voitures de sport, camions, autobus, et avions…

## Historique
À partir de 1909, De Dion-Bouton motorise plusieurs modèles de voitures, camions, autobus, et avions (dont les Avions Farman...) avec son premier moteur V8 de la marque (l'un des premiers du monde, avec celui des Rolls-Royce V-8 de 1905, ou des moteurs d'avions Antoinette 8V de 1906...) avec trois puissances (4 litres de 20 ch - 6,1 litres de 35 ch - et 7,8 litres).

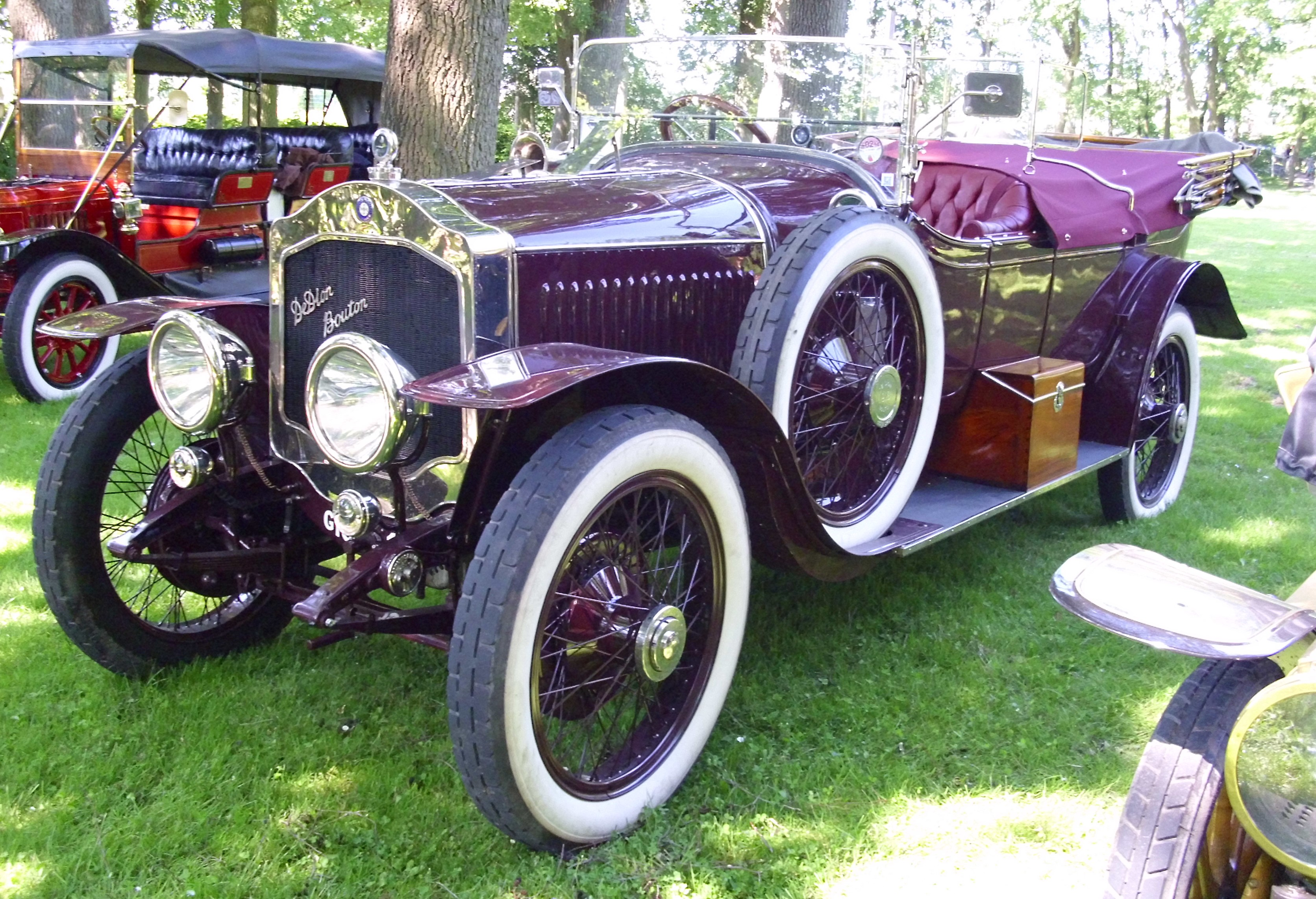
De Dion-Bouton Type EF (1913).
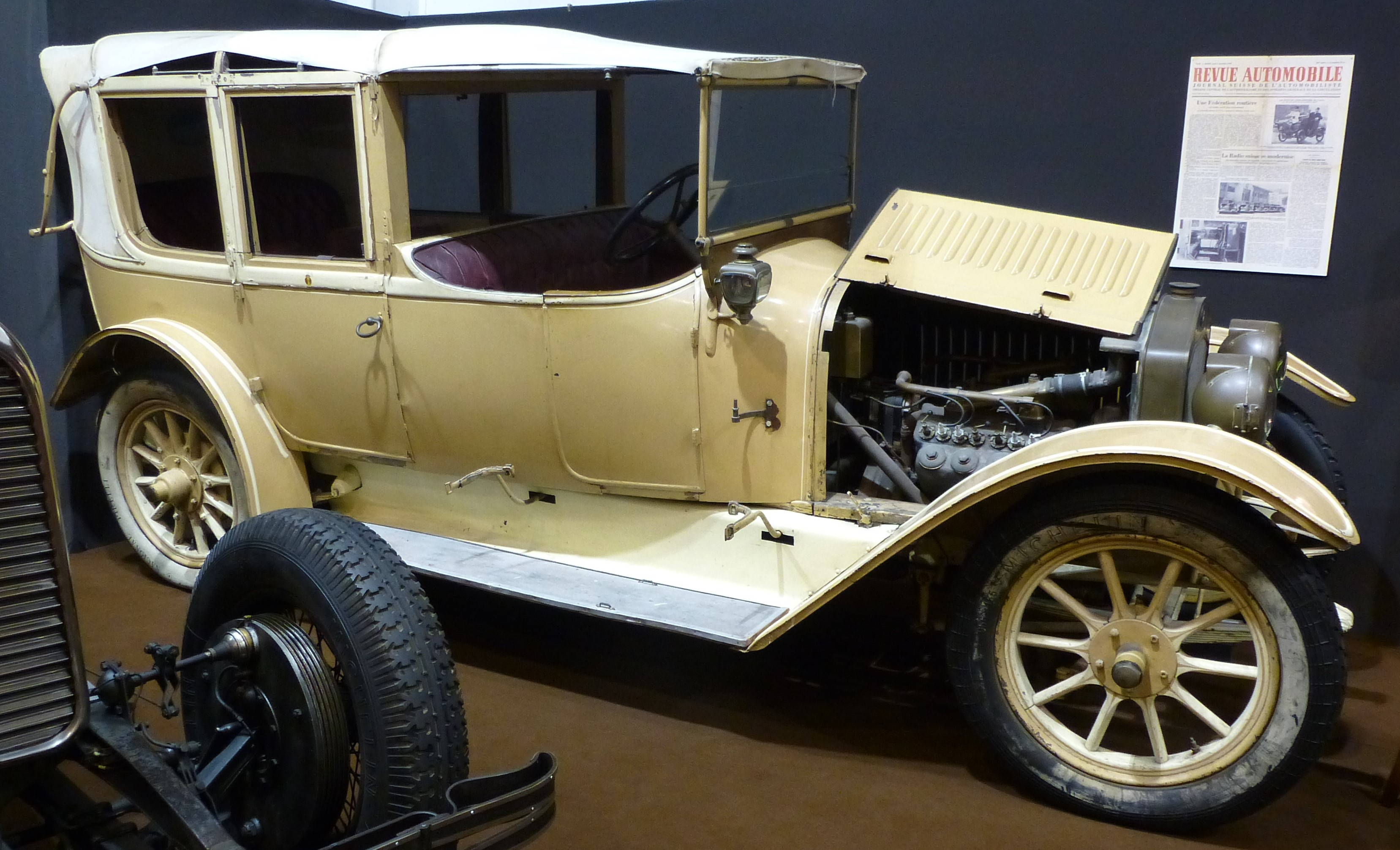
De Dion-Bouton Type ER (1913).
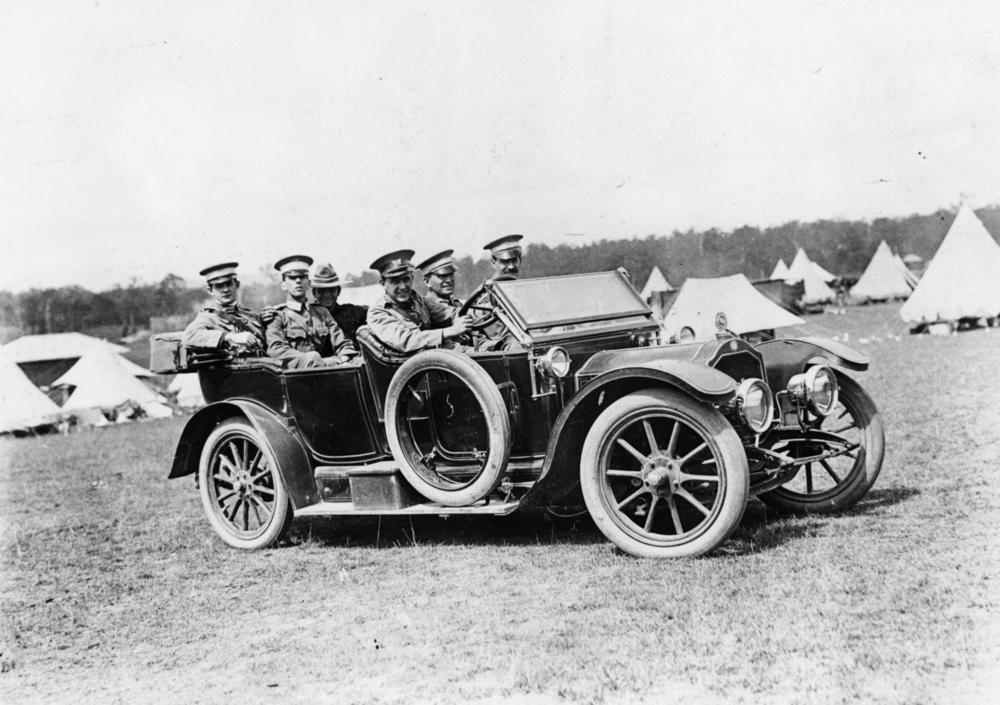
De Dion Bouton V8 (1915).

Le moteur V8 de 7,8 L pour 74 ch des Type DN inspire entre autres les premiers moteurs V8 Cadillac des Cadillac Type 51 de 1914, ou Liberty L-8 (en) et moteur V12 Liberty L-12 de 1917.

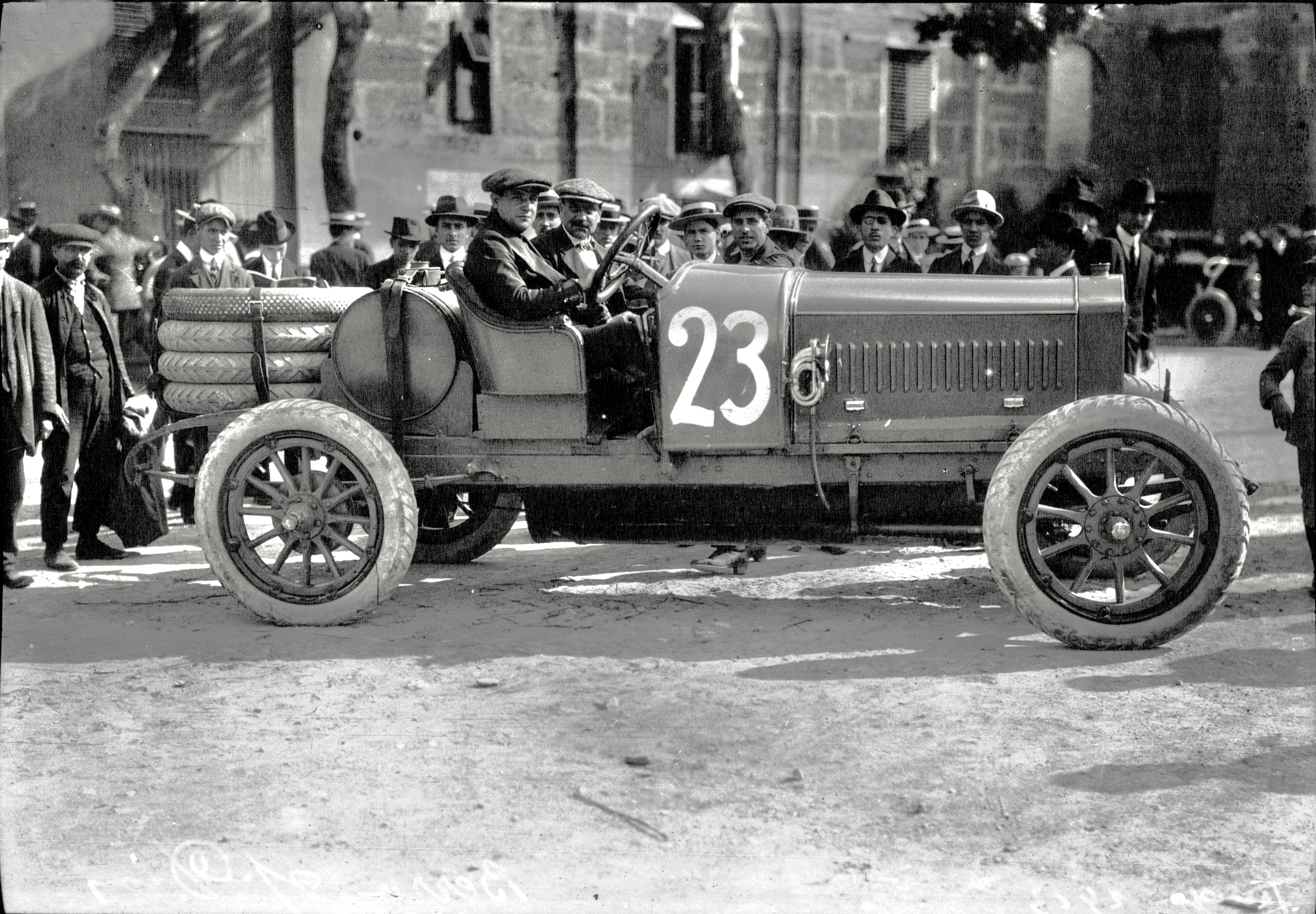
Targa Florio (1913).

## Quelques modèles De Dion-Bouton V8
- Type CJ (6,1 L de 35 ch) avec boîte de vitesses à trois rapports
- Type DM (4 L de 20 ch)
- Type DN (7,8 L de 74 ch, pour 85 km/h de vitesse de pointe) avec boite de vitesses à 4 rapports
- Type EC (1913-1918)
- Type ED (1913-1918)
- Type IB (1919-1921)
- Type IF (1919-1921)
- Type IH (1919-1921)
- Type GO (véhicules militaires de la Première Guerre mondiale[3]).

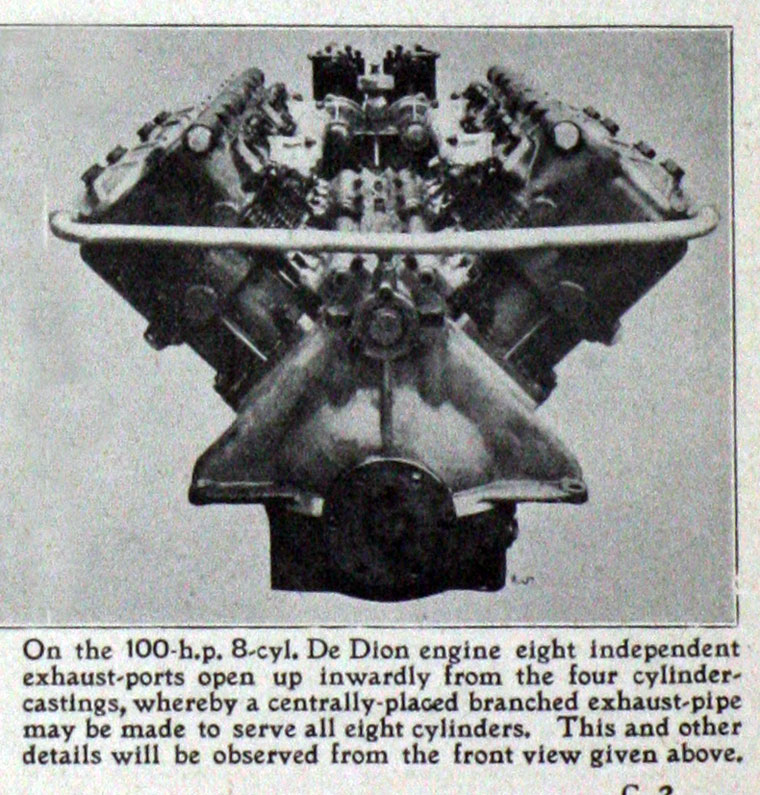
Moteur d'avion De Dion-Bouton V8 de 100 ch (1909).
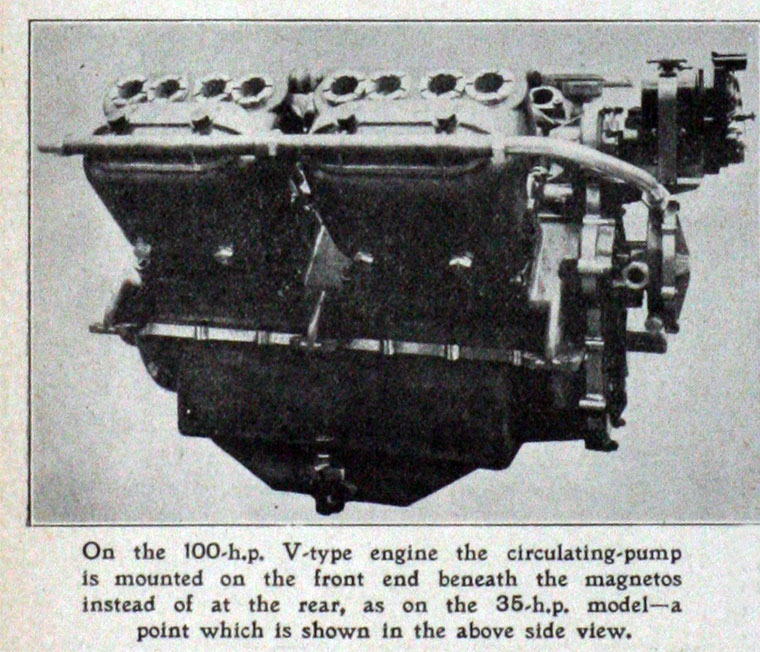
Moteur d'avion De Dion-Bouton V8 de 100 ch (1909).
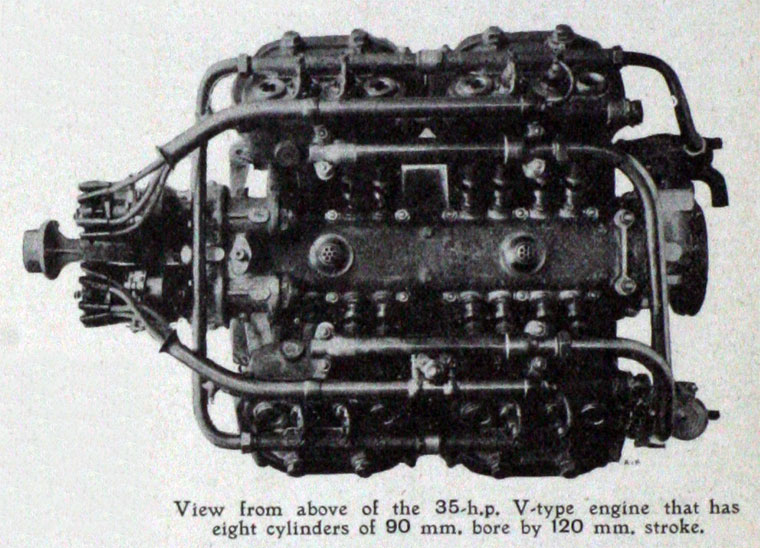
Moteur V8 De Dion-Bouton 35 ch (1909).
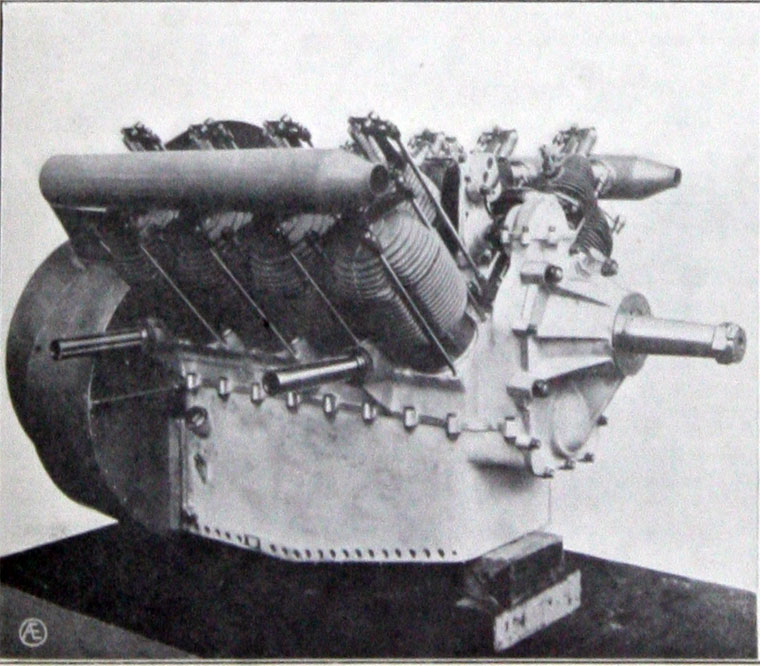
Moteur d'avion V8 De Dion-Bouton (1912).
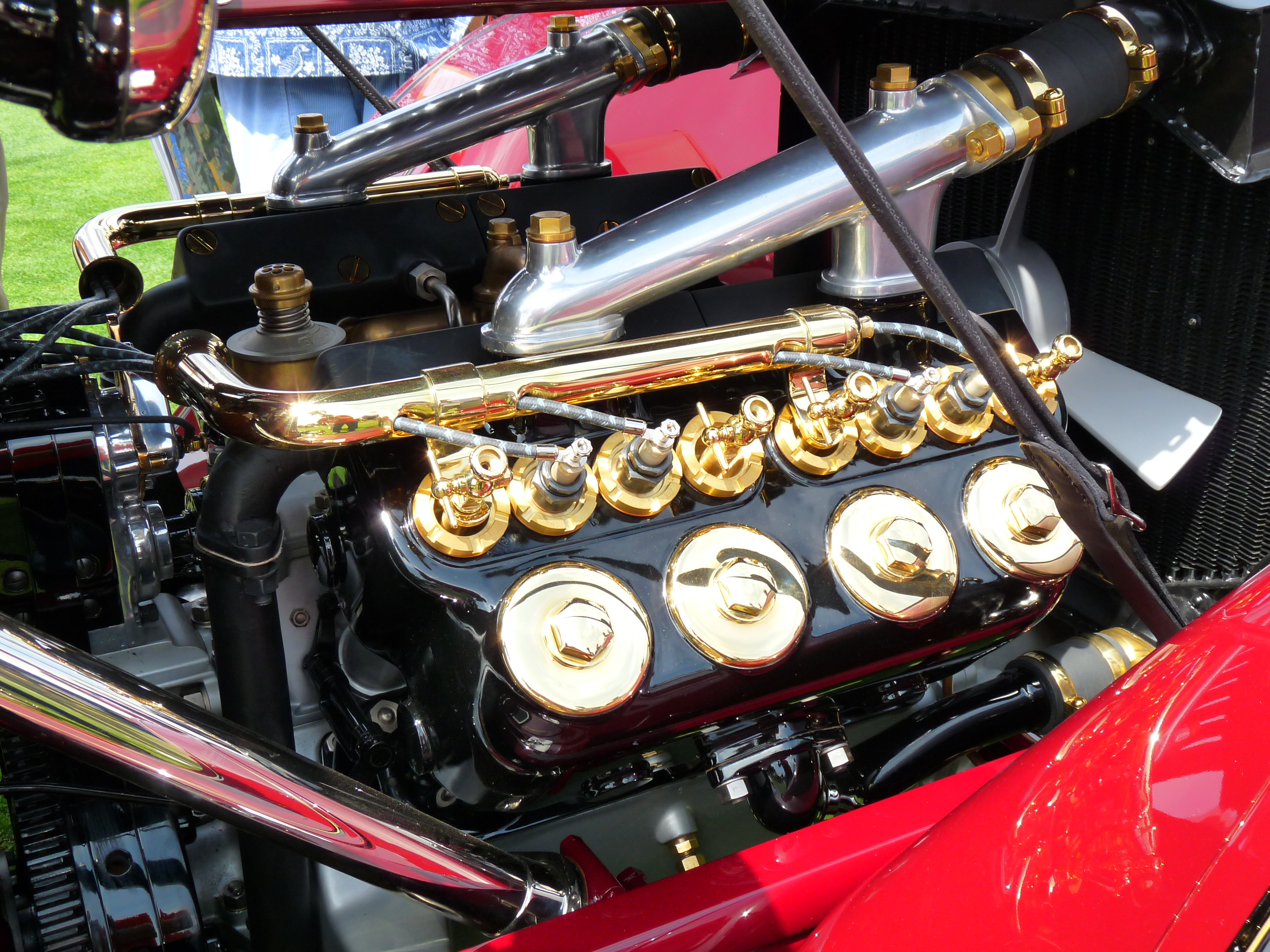
Moteur V8 De Dion-Bouton Type DM (1912).